# A Sok sikert, Charlie! epizódjainak listája
A Sok sikert, Charlie! epizódjainak listája tartalmazza a Sok sikert, Charlie! amerikai filmsorozat részeinek felsorolását.

## Évados áttekintés
| Évad | Évad | Epizódok | Eredeti sugárzás  | Eredeti sugárzás   | Magyar sugárzás      | Magyar sugárzás     |
| Évad | Évad | Epizódok | Évadpremier       | Évadfinálé         | Évadpremier          | Évadfinálé          |
| ---- | ---- | -------- | ----------------- | ------------------ | -------------------- | ------------------- |
|      | 1    | 26       | 2010. április 4.  | 2011. január 30.   | 2010. június 5.      | 2011. május 21.     |
|      | 2    | 30       | 2011. február 20. | 2011. november 27. | 2011. szeptember 10. | 2012. november 24.  |
|      | 3    | 23       | 2012. május 6.    | 2013. január 20.   | 2013. január 12.     | 2013. október 30.   |
|      | 4    | 21       | 2013. április 28. | 2014. február 16.  | 2013. november 10.   | 2014. augusztus 24. |

## 1. évad
| #       | Hivatalos epizódcím            | Magyar cím               | Rendezte         | Írta                             | Eredeti premier      | Magyar premier      |
| ------- | ------------------------------ | ------------------------ | ---------------- | -------------------------------- | -------------------- | ------------------- |
| 1.      | Study Date                     | Tanulj, ha tudsz         | Shelley Jensen   | Phil Baker & Drew Vaupen         | 2010. április 4.     | 2010. június 5.     |
| 2.      | Baby Come Back                 | Babám, ne hagyj el       | Shelley Jensen   | Dan Staley                       | 2010. április 11.    | 2010. június 19.    |
| 3.      | The Curious Case of Mr. Dabney | Dabney néni rejtélye     | Eric Dean Seaton | Christopher Vane                 | 2010. április 18.    | 2010. augusztus 14. |
| 4.      | Double Whammy                  | Hopszi örök              | Eric Dean Seaton | Erika Kaestle & Patrick McCarthy | 2010. április 25.    | 2010. június 26.    |
| 5.      | Dance Off                      | Táncra fel               | Eric Dean Seaton | Christopher Vane                 | 2010. május 2.       | 2010. július 17.    |
| 6.      | Charlie Did It!                | Charlie volt!            | Adam Weissman    | Jim Gerkin                       | 2010. május 9.       | 2010. július 24.    |
| 7.      | Butt Dialing Duncans           | Duncan féle zsebhívások  | Bob Koherr       | Jim Gerkin                       | 2010. május 16.      | 2010. december 4.   |
| 8.      | Charlie is 1                   | Charlie 1 éves           | Adam Weissman    | Andrew Orenstein                 | 2010. május 23.      | 2011. január 1.     |
| 9.      | Up a Tree                      | Kuckó a fa tetején       | Eric Dean Seaton | Erika Kaestle & Patrick McCarthy | 2010. június 6.      | 2010. július 31.    |
| 10.     | Take Mel Out to the Ball Game  | Mel-t meccsre vinni      | Eric Dean Seaton | Andrew Orenstein                 | 2010. június 13.     | 2010. július 3.     |
| 11.     | Boys Meets Girls               | Fiúk és lányok           | Eric Dean Seaton | Phil Baker & Drew Vaupen         | 2010. június 27.     | 2010. augusztus 21. |
| 12.     | Kit and Kaboodle               | Cakli Pakli              | Bob Koherr       | Phil Baker & Drew Vaupen         | 2010. július 11.     | 2010. december 18.  |
| 13.     | Teddy's Little Helper          | Pici segítség            | Bob Koherr       | Michael Fitzpatrick              | 2010. augusztus 1.   | 2010. december 25.  |
| 14.     | Blankie Go Bye-Bye             | Rongyi nélkül az élet    | Bob Koherr       | Jim Gerkin                       | 2010. augusztus 15.  | 2011. január 29.    |
| 15.     | Charlie Goes Viral             | Charlie a neten          | Eric Dean Seaton | Erika Kaestle & Patrick McCarthy | 2010. augusztus 29.  | 2011. február 12.   |
| 16.     | Duncan's Got Talent            | Tehetséges Duncan-ék     | Eric Dean Seaton | Phil Baker & Drew Vaupen         | 2010. szeptember 12. | 2011. február 26.   |
| 17.     | Kwikki Chick                   | Fürge csirke             | Eric Dean Seaton | Dan Staley                       | 2010. szeptember 26. | 2011. február 5.    |
| 18.     | Charlie in Charge              | Szerepcsere              | Bob Koherr       | Phil Baker & Drew Vaupen         | 2010. október 17.    | 2011. február 19.   |
| 19.     | Sleepless in Denver            | Az álmatlanság éjszakája | Adam Weissman    | Jim Gerkin                       | 2010. október 24.    | 2011. március 5.    |
| 20.     | Girl Bites Dog                 | Harapós kislány          | Eric Dean Seaton | Christopher Vane                 | 2010. november 14.   | 2011. március 12.   |
| 21.     | Teddy's Broken Heart Club Band | Összetört szívvel        | Adam Weissman    | Michael Fitzpatrick              | 2010. november 21.   | 2011. március 19.   |
| 22.     | Teddy Rebounds                 | Újrakezdés               | Eric Dean Seaton | Phil Baker & Drew Vaupen         | 2010. november 28.   | 2011. március 26.   |
| 23.     | Pushing Buttons                | Gombnyomkodás            | Adam Weissman    | Phil Baker & Drew Vaupen         | 2010. december 12.   | 2011. május 21.     |
| 24.-25. | Snow Show                      | A szerelem szárnyán      | Shelley Jensen   | Erika Kaestle & Patrick McCarthy | 2011. január 16./23. | 2011. május 14.     |
| 26.     | Driving Mrs. Dabney            | Vezetői engedély         | Bob Koherr       | Dan Staley                       | 2011. január 30.     | 2011. április 30.   |

## 2. évad
| #       | Hivatalos epizódcím                | Magyar cím                 | Rendezte       | Írta                             | Eredeti premier      | Magyar premier        |
| ------- | ---------------------------------- | -------------------------- | -------------- | -------------------------------- | -------------------- | --------------------- |
| 1.      | Charlie is 2                       | Charlie szülinapja         | Bob Koherr     | Erika Kaestle & Patrick McCarthy | 2011. február 20.    | 2011. október 1.      |
| 2.      | Something's Fishy                  | Valami bűzlik              | Bob Koherr     | Christopher Vane                 | 2011. február 27.    | 2011. október 8.      |
| 3.      | Let's Potty!                       | Bilire fel!                | Bob Koherr     | Phil Baker & Drew Vaupen         | 2011. március 6.     | 2011. szeptember 24.  |
| 4.      | Appy Days                          | Program program hátán      | Bob Koherr     | Phil Baker & Drew Vaupen         | 2011. március 13.    | 2011. október 15.     |
| 5.      | Duncan vs. Duncan                  | Duncan kontra Duncan       | Tommy Thompson | Dan Staley                       | 2011. március 20.    | 2011. szeptember 10.  |
| 6.      | A.L.A.R.P. in the Park             | Szerepjáték élőben         | Bob Koherr     | Ellen Byron & Lissa Kapstrom     | 2011. március 27.    | 2011. november 5.     |
| 7.      | Battle of the Bands                | Bandák csatája             | Bob Koherr     | Tom Anderson                     | 2011. április 3.     | 2011. november 19.    |
| 8.      | The Singin' Dancin' Duncans        | Muzikális Duncan-ék        | Bob Koherr     | Jim Gerkin                       | 2011. április 10.    | 2011. szeptember 10.  |
| 9.      | Teddy's Bear                       | Teddy macija               | Bob Koherr     | Christopher Vane                 | 2011. április 15.    | 2012. január 21.      |
| 10.     | Meet the Parents                   | A szülők bőrében           | Bob Koherr     | Erika Kaestle & Patrick McCarthy | 2011. május 1.       | 2011. december 31.    |
| 11.     | Gabe's 12-½ Birthday               | Gabe 12 és fél éves        | Bob Koherr     | Jim Gerkin                       | 2011. május 8.       | 2012. január 7.       |
| 12.     | The Break Up                       | A szakítás                 | Bob Koherr     | Phil Baker & Drew Vaupen         | 2011. május 15.      | 2012. január 28.      |
| 13.     | Charlie Shakes It Up               | Risza-risza!               | Joel Zwick     | Christopher Vane                 | 2011. június 5.      | 2012. január 14.      |
| 14.     | Baby's New Shoes                   | Egy cipőben                | Bob Koherr     | Ellen Byron & Lissa Kapstrom     | 2011. június 12.     | 2012. február 11.     |
| 15.     | Bye Bye Video Diary                | Elszállt videonapló        | Phill Lewis    | Erika Kaestle & Patrick McCarthy | 2011. június 19.     | 2012. február 25.     |
| 16.     | Monkey Business                    | Gyanús ügyek               | Bob Koherr     | Dan Staley                       | 2011. június 26.     | 2012. március 3.      |
| 17.     | PJ in the City                     | PJ világgá megy            | Bob Koherr     | Phil Baker & Drew Vaupen         | 2011. július 10.     | 2012. március 24.     |
| 18.-19. | Sun Show                           | Átkozott nyaralás          | Bob Koherr     | Christopher Vane                 | 2011. július 24./31. | 2012. április 21./28. |
| 20.     | Amazing Gracie                     | A meseautó                 | Bob Koherr     | Jim Gerkin                       | 2011. augusztus 7.   | 2012. május 26.       |
| 21.     | Termite Queen                      | Termeszkirálynő            | Bob Koherr     | Dan Staley                       | 2011. augusztus 21.  | 2012. június 2.       |
| 22.     | The Bob Duncan Experience          | A zenekar újra száguld     | Bob Koherr     | Samantha Silver                  | 2011. augusztus 28.  | 2012. június 23.      |
| 23.     | Ditch Day                          | A lógás                    | Phill Lewis    | Christopher Vane                 | 2011. szeptember 11. | 2012. június 30.      |
| 24.     | Alley Oops                         | Hoppáré                    | Tommy Thompson | Jim Gerkin                       | 2011. szeptember 25. | 2012. július 14.      |
| 25.     | Scary Had a Little Lamb            | Mary kicsi sárkánya        | Shannon Flynn  | Phil Baker & Drew Vaupen         | 2011. október 9.     | 2011. október 29.     |
| 26.     | Return to Super Adventure Land     | Kaland a kalandparkban     | Bob Koherr     | Erika Kaestle & Patrick McCarthy | 2011. október 23.    | 2012. július 21.      |
| 27.     | Can You Keep a Secret?             | Tudsz titkot tartani?      | Bob Koherr     | Phil Baker & Drew Vaupen         | 2011. november 6.    | 2012. augusztus 18.   |
| 28.     | Story Time                         | Egyszer volt, hol nem volt | Phill Lewis    | Aaron Ho                         | 2011. november 13.   | 2012. augusztus 25.   |
| 29.     | It's a Charlie Duncan Thanksgiving | Hálaadás Duncan módra      | Bob Koherr     | Phil Baker & Drew Vaupen         | 2011. november 20.   | 2012. szeptember 11.  |
| 30.     | Teddy On Ice                       | Teddy a jégen              | Bob Koherr     | Dan Staley                       | 2011. november 27.   | 2012. november 24.    |

## 3. évad
| #       | Hivatalos epizódcím   | Magyar cím                   | Rendezte          | Írta                             | Eredeti premier      | Magyar premier       |
| ------- | --------------------- | ---------------------------- | ----------------- | -------------------------------- | -------------------- | -------------------- |
| 1.      | Make Room for Baby    | Helyet a babának             | Bob Koherr        | Phil Baker & Drew Vaupen         | 2012. május 6.       | 2013. január 12.     |
| 2.      | Bad Luck Teddy        | Teddy, az átok               | Bob Koherr        | Christopher Vane                 | 2012. május 6.       | 2013. január 12.     |
| 3.      | Amy Needs a Shower    | Amy babaköszöntője           | Bob Koherr        | Erika Kaestle & Patrick McCarthy | 2012. május 13.      | 2013. január 19.     |
| 4.      | Dress Mess            | A báliruha                   | Bob Koherr        | Jim Gerkin                       | 2012. május 13.      | 2013. január 26.     |
| 5.      | Catch Me If You Can   | Kapj el, ha tudsz            | Bob Koherr        | Christopher Vane                 | 2012. május 20.      | 2013. február 2.     |
| 6.      | Name That Baby        | Hogy neve legyen a gyereknek | Phill Lewis       | Erika Kaestle & Patrick McCarthy | 2012. június 15.     | 2013. február 16.    |
| 7.-8.   | Special Delivery      | Nehéz szülés                 | Bob Koherr        | Drew Vaupen & Phil Baker         | 2012. június 24.     | 2013. március 9.     |
| 9.      | Welcome Home          | Isten hozott itthon!         | Phill Lewis       | Jim Gerkin                       | 2012. július 1.      | 2013. március 23.    |
| 10.     | Baby's First Vacation | A baba első vakációja        | Shannon Flynn     | Dan Staley                       | 2012. július 15.     | 2013. április 6.     |
| 11.     | Wentz's Weather Girls | Kávézó az időjáráshoz        | Eric Allan Kramer | Drew Vaupen & Phil Baker         | 2012. július 29.     | 2013. április 20.    |
| 12.     | Baby Steps            | Baba lépésekben              | Tommy Thompson    | Tom Anderson                     | 2012. augusztus 12.  | 2013. május 5.       |
| 13.     | T. Wrecks             | A röpicsapat                 | Tommy Thompson    | Daniel Hsia                      | 2012. augusztus 26.  | 2013. május 18.      |
| 14.     | Teddy and the Bambino | Teddy és a Bambino           | Bob Koherr        | Christopher Vane                 | 2012. szeptember 16. | 2013. június 8.      |
| 15.     | Team Mom              | A csapat anyu                | Bob Koherr        | Erika Kaestle & Patrick McCarthy | 2012. szeptember 23. | 2013. szeptember 7.  |
| 16.     | Le Halloween          | Le Halloween                 | Bob Koherr        | Dan Staley                       | 2012. október 7.     | 2013. október 23.    |
| 17.     | Guys & Dolls          | Dr. Bob rendel               | Bob Koherr        | Jim Gerkin                       | 2012. október 24.    | 2013. szeptember 14. |
| 18.     | Nurse Blankenhooper   | Blankenhooper nővér          | Bob Koherr        | Phil Baker & Drew Vaupen         | 2012. október 28.    | 2013. október 22.    |
| 19.     | Charlie Whisperer     | A Charlie suttogó            | Leigh-Allyn Baker | Jonah Kuehner & Bo Belange       | 2012. november 4.    | 2013. szeptember 21. |
| 20.     | Studdy Buddy          | A tanuló társ                | Tommy Thompson    | Erika Kaestle & Patrick McCarthy | 2012. november 11.   | 2013. szeptember 28. |
| 21.     | A Duncan Christmas    | Duncanék karácsonya          | Bob Koherr        | Christopher Vane                 | 2012. december 2.    | 2013 október 30.     |
| 22.-23. | All Fall Down         | Széthullóban                 | Bob Koherr        | Drew Vaupen & Phil Baker         | 2013. január 20.     | 2013. október 6.     |

## 4. évad
| #       | Hivatalos epizódcím             | Magyar cím                | Rendezte                 | Írta                             | Eredeti premier      | Magyar premier         |
| ------- | ------------------------------- | ------------------------- | ------------------------ | -------------------------------- | -------------------- | ---------------------- |
| 1.      | Duncan Dream House              | Duncanék álom háza        | Bob Koherr               | Phil Baker & Drew Vaupen         | 2013. április 28.    | 2013. november 10.     |
| 2.      | Doppel Date                     | A csodakanapé             | Bob Koherr               | Patrick McCarthy & Erika Kaestle | 2013. május 5.       | 2013. november 17.     |
| 3.      | Demolition Dabney               | Dupla Dabney randi        | Bob Koherr               | Christopher Vane                 | 2013. május 12.      | 2013. november 24.     |
| 4.      | Go Teddy!                       | Hajrá Teddy!              | Bob Koherr               | Jim Gerkin                       | 2013. május 19.      | 2013. december 1.      |
| 5.      | Rock Enroll                     | A klasszikus Duncan csíny | Bob Koherr               | Drew Vaupen & Phil Baker         | 2013. június 2.      | 2013. december 15.     |
| 6.      | The Unusual Suspects            | A Duncan duli háború      | Tommy Thompson           | Tom Anderson                     | 2013. június 8.      | 2013. december 29.     |
| 7.      | Rat-A-Teddy                     | Patkányok és pizsipartik  | Eric Allan Kramer        | Erika Kaestle & Patrick McCarthy | 2013. június 23.     | 2014. február 2.       |
| 8.      | Charlie 4, Toby 1               | Charlie tuti szülinapja   | Bruce Leddy              | Annie Levine & Jonathan Emerson  | 2013. július 14.     | 2014. február 9.       |
| 9.      | Futuredrama                     | Pillantás a jövőbe        | Bruce Leddy              | Erika Kaestle & Patrick McCarthy | 2013. július 28.     | 2013. december 8.      |
| 10.     | Teddy's New Beau                | Teddy új fiúja            | Bruce Leddy              | Christopher Vane                 | 2013. augusztus 4.   | 2014. február 16.      |
| 11.     | Teddy's Choice                  | Teddy választása          | Bob Koherr               | Jim Gerkin                       | 2013. augusztus 11.  | 2014. február 23.      |
| 12.     | Bug Prom                        | Bogár bál                 | Phil Baker & Drew Vaupen | Bob Koherr                       | 2013. szeptember 15. | 2014. március 2.       |
| 13.     | Weekend in Vegas                | A Vegas-i hétvége         | Jim Gerkin               | Phill Lewis                      | 2013. szeptember 22. | 2014. március 23.      |
| 14.     | Fright Knight                   | Szörnyes éj               | Christopher Vane         | Bob Koherr                       | 2013. október 6.     | 2014. május 3.         |
| 15.     | Sister, Sister                  | Drága nővérkém            | Bob Koherr               | Dan Staley                       | 2013. október 13.    | 2014. május 10.        |
| 16.     | Bob's Beau-Be-Gone              | Bye-Bye Beau              | Leigh-Allyn Baker        | Tom Anderson                     | 2013. november 10.   | 2014. március 9.       |
| 17.     | Good Luck Jessie: NYC Christmas | Karácsony New York-ban    | Phill Lewis              | Bo Belanger & Jonah Kuehner      | 2013. november 29.   | 2014. augusztus 3.     |
| 18.     | Accepted                        | Felvettek!                | Bob Koherr               | Gigi M. Green                    | 2014. január 19.     | 2014. augusztus 10.    |
| 19.     | Down a Tree                     | nem került bemutatásra    | Erika Kaestle            | Dan Staley                       | 2014. január 26.     | nem került bemutatásra |
| 20.-21. | Good Bye Charlie                | Sok sikert, Teddy!        | Bob Koherr               | Drew Vaupen & Dan Staley         | 2014. február 16.    | 2014. augusztus 24.    |

## Film
| #  | Hivatalos epizódcím                | Magyar cím                                  | Rendezte       | Írta         | Eredeti premier   | Magyar premier     |
| -- | ---------------------------------- | ------------------------------------------- | -------------- | ------------ | ----------------- | ------------------ |
| 1. | Good Luck Charlie, It's Christmas! | Sok sikert, Charlie: A film – A nagy utazás | Arlene Sanford | Geoff Rodkey | 2011. december 2. | 2011. december 17. |